# Poláris másodrendű nyomaték
A poláris másodrendű nyomaték annak mértéke, hogy egy test (elsősorban tartó) mennyire tud ellenállni a csavaró igénybevételnek. Szükséges az elcsavarodás mértékének számításához is. Analóg mennyiség a másodrendű nyomatékkal, mely a test ellenállásának mértéke hajlítással szemben, és szükséges a lehajlás számításához.
Minél nagyobb a poláris másodrendű nyomaték, annál kisebb elcsavarodási szöget okoz egy adott nagyságú csavarónyomaték.
A poláris másodrendű nyomaték nem tévesztendő össze a tehetetlenségi nyomatékkal, mely a test gyorsulását jellemzi adott forgatónyomaték hatására.

## Definíció
{\displaystyle J_{p}=\int r^{2}\,dA}
- Jp = a poláris másodrendű nyomaték
- dA = egy elemi terület
- r = dA távolsága az origótól

## Mértékegysége
A poláris másodrendű nyomaték mértékegysége a másodrendű nyomatékhoz hasonlóan a méter a negyedik hatványon (m4)

## Alkalmazás
A poláris másodrendű nyomatékot a csavarófeszültség és a csavarás okozta szögelfordulás számítására használhatjuk.
A csavarófeszültség körkeresztmetszetű rúdra, melyet a tengelye irányú csavarónyomaték terhel:
{\displaystyle \tau ={\frac {Tr}{J_{p}}}}
ahol {\displaystyle T} a csavarónyomaték, {\displaystyle r} a rúd keresztmetszetének sugara, {\displaystyle {J_{p}}} pedig a keresztmetszet poláris másodrendű nyomatéka (a T angol rövidítésből származik: torque, a magyar nyelvű irodalomban általában M betűvel jelölik).
Bevezetve a {\displaystyle K_{p}={\frac {J_{p}}{r}}} poláris keresztmetszeti tényezőt a csavarófeszültségre írható:
{\displaystyle \tau ={\frac {T}{K_{p}}}}
Ez az összefüggés tetszőleges keresztmetszetre használható, azonban a {\displaystyle K_{p}} értékei közvetlenül nem határozhatók meg egyszerű képletek segítségével. A referenciák segítséget nyújtanak az adott keresztmetszet tényezőinek meghatározásához.

### A csavart rúd elcsavarodása
Kör vagy cső keresztmetszetű tengely elcsavarodási szöge:
{\displaystyle \phi ={\frac {Tl}{J_{p}G}}}
ahol {\displaystyle \phi \,} az elcsavarodási szög (radiánban), {\displaystyle l\,} a csavarásnak kitett tengely hossza, {\displaystyle G\,} pedig a nyírási rugalmassági modulus

## Külső hivatkozások
- [halott link]*Torsion of Shafts – engineeringtoolbox.com
- Elastic Properties and Young Modulus for some Materials – engineeringtoolbox.com